# 2018-as brazíliai általános választás
A 2018-as brazíliai általános választást, két fordulóban, 2018. október 7.-én és 2018. október 28-án tartották meg. Az első fordulóban megválasztották a kétkamarás Nemzeti Kongresszus tagjait illetve a brazil államok kormányzóit. Mivel egyik elnök-jelölt sem szerezte meg az első fordulóban az 50%-ot, ezért második fordulót kellett tartani.

## Háttér
A 2014-es választásokon újraválasztották a munkáspárti Dilma Rousseff elnököt, aki a második fordulóban legyőzte Aécio Neves szociáldemokrata jelöltet. Azonban 2015. december 3-án a Képviselőház jóváhagyásával impeachment eljárást indítottak Rouseff ellen. 2016. május 12-én a Szenátus 6 hónapra felfüggesztette elnöki tisztségéből. A hatalmat addigi alelnöke, Michel Temer, a Brazil Demokratikus Mozgalom politikusa vette át. 2016. augusztus 31-én a Szenátus is jóváhagyta az impeachment-et 61 igen és 20 nem szavazattal; Dilma Rousseffet a költségvetési törvény megsértésében találták bűnösnek és leváltották az elnöki tisztségéből. Az eljárás kritikusai szerint ez parlamenti puccs volt. Michel Temer lett Brazília 37. elnöke.

## Választási rendszer
Brazíliában minden 16 éven felüli brazil állampolgár szavazhat illetve a 18 és 70 év közötti választópolgároknak kötelező a szavazás. Aki nem tudja valós indokkal igazolni a szavazáson való távollétét, annak 3.51 reáis bírságot kell fizetnie. A külföldön élő brazilok csak az elnökre szavazhatnak.

### Elnökválasztás
A mindenkori brazil elnököt és alelnököt kétfordulós rendszerben választják meg.

### Kormányzóválasztás
A brazil államok és a Szövetségi Kerület kormányzóit és helyetteseit is hasonlóképpen kétfordulós rendszerben választják meg.

### Kongresszusi választás

#### Szenátus
A Szenátusnak mandátumainak egy részét választják meg. 2014-ben a mandátumok egyharmadát, majd 2018-ban 81 mandátum volt megválasztható. A szenátorok tisztsége 8 évre szól. Minden állam és a Szövetségi Kerület 2-2 jelöltet választhat meg többségi blokkszavazáson.

#### Képviselőház
Az 513 képviselőt a 27 többmandátumos választókerületekben választják meg, 8-70 közötti mandátumot államonként, a lakosság számától függően. A szavazás nyílt listás, arányos képviseleti rendszerben történik.

## Elnökjelöltek

### Második fordulóba jutott jelöltek
| # | #  | Párt/Koalíció                                             | Elnök-jelölt neve | Elnök-jelölt neve         | Politikai tisztség(ek)                                  | Alelnök-jelölt neve | Alelnök-jelölt neve         |
| - | -- | --------------------------------------------------------- | ----------------- | ------------------------- | ------------------------------------------------------- | ------------------- | --------------------------- |
|   | 17 | Brazília mindenek felett, Isten mindenki felett PSL, PRTB |                   | Cap. Jair Bolsonaro (PSL) | Rio de Janeiro állam szövetségi képviselője (1991–2019) |                     | Gen. Hamilton Mourão (PRTB) |
|   | 13 | A nép megint boldog PT, PROS, PCdoB                       |                   | Fernando Haddad (PT)      | São Paulo 51. polgármestere (2013–17)                   |                     | Manuela d'Ávila (PCdoB)     |

### Első fordulóban kiesett jelöltek
| # | #  | Párt/Koalíció                                                 | Elnök-jelölt neve | Elnök-jelölt neve                     | Politikai tisztség(ek)                                                                          | Alelnök-jelölt neve | Alelnök-jelölt neve                 |
| - | -- | ------------------------------------------------------------- | ----------------- | ------------------------------------- | ----------------------------------------------------------------------------------------------- | ------------------- | ----------------------------------- |
|   | 12 | Szuverén Brazília PDT, AVANTE                                 |                   | Ciro Gomes (PDT)                      | Ceará állam kormányzója (1991–94) és Ceará állam szövetségi képviselője (2007–11)               |                     | Kátia Abreu (PDT)                   |
|   | 15 | Ez a Megoldás MDB, PHS                                        |                   | Henrique Meirelles (MDB)              | Brazília pénzügyminisztere (2016–2018) és a Brazil Központi bank volt elnöke (2003–11)          |                     | Germano Rigotto (MDB)               |
|   | 16 | Egyesült Szocialista Munkáspárt (PSTU)                        |                   | Vera Lúcia (PSTU)                     | Munkásszervező                                                                                  |                     | Hertz Dias (PSTU)                   |
|   | 18 | Egyesülve Brazília átalakításáért REDE, PV                    |                   | Marina Silva (REDE)                   | Acre állam szenátora (1995–2011)                                                                |                     | Eduardo Jorge (PV)                  |
|   | 19 | Valódi Változás PODE, PSC, PTC, PRP                           |                   | Alvaro Dias (PODE)                    | Paraná állam szenátora (1983–87, 1999–2018)                                                     |                     | Paulo Rabello de Castro (PSC)       |
|   | 27 | Kereszténydemokrácia (DC)                                     |                   | José Maria Eymael (DC)                | São Paulo szövetségi képviselője (1986–95)                                                      |                     | Helvio Costa (DC)                   |
|   | 30 | Új Párt (NOVO)                                                |                   | João Amoêdo (NOVO)                    | NOVO elnöke (2015–17)                                                                           |                     | Christian Lohbauer (NOVO)           |
|   | 45 | Hogy egyesüljön Brazília PSDB, DEM, PP, PR, SD, PTB, PSD, PPS |                   | Geraldo Alckmin (PSDB)                | São Paulo állam kormányzója (2001–06, 2011–18)                                                  |                     | Ana Amélia (PP)                     |
|   | 50 | Előre félelem nélkül Brazília megváltoztatásáért PSOL, PCB    |                   | Guilherme Boulos (PSOL)               | São Pauloi Egyetem professzora, Hajléktalan Munkásmozgalom aktivistája és koordinátroa, és író. |                     | Sônia Guajajara (PSOL)              |
|   | 51 | Brazil Hazafi Párt (PATRI)                                    |                   | Cabo Daciolo (PATRI) (campaign)       | Rio de Janeiro állam szövetségi képviselője (2015–2019)                                         |                     | Suelene Balduino Nascimento (PATRI) |
|   | 54 | Szabad Haza Párt (PPL)                                        |                   | João Vicente Goulart (PPL) (campaign) | Rio Grande do Sul állam szövetségi képviselője (1982–86)                                        |                     | Léo Alves (PPL)                     |

## Választási kampány

### Jair Bolsonaro kampánya
Bolsonaro kampánya alatt többször is állást foglalt a Brazil katonai junta iránti szimpátiájával kapcsolatban, olyan autokrata külföldi vezetőket dicsőített, mint a perui Alberto Fudzsimori, vagy a chilei Augusto Pinochet. Kampánya alatt ígéretet tett, hogy megválasztása esetén lazít a fegyvertartás szabályán és a rendőrséget megerősítik. Harcot hirdetett a drogkereskedelem ellen.

### Fernando Haddad kampánya
Kampányában ígéretet tett arra, hogy feloldja megválasztása esetén a Michel Temer kabinetje által bevezetett közkiadási korlátot valamint újra bevezetettné az olajárak maximalizálását.

### Botrányok

#### Lula jelöltségének elutasítása
2018. szeptember 1-én a Szövetségi Legfelsőbb Bíróság elutasította Lúiz Inacio Lula da Silva volt brazil elnök indulását az elnökválasztáson, aki korrupció és pénzmosás miatt börtönbüntetését töltötte. A Munkáspárt helyette Fernando Haddadot indította elnök-jelöltként.

#### Jair Bolsonaro megkéselése
2018. szeptember 6-án megkéselték Jair Bolsonarót, aki épp Minas Gerais állam Juiz de Fora városában kampányolt, a késelés nyomán 2 liter vért vesztett, kórházba került, ahol stabilizálták az állapotát. A rendőrség hamarosan beazonosította az elkövetőt, Adelio Bispo de Oliveira személyt, aki azzal védekezett, hogy "Isten parancsára követte el a támadást". A késelést több politikus is elítélte, Michel Temer akkori elnök is. 